# Charles Belgique Hollande de La Trémoille

Wappen von Charles Belgique Hollande de La Trémoïlle

Charles Belgique Hollande de La Trémoïlle (* Mai 1655 in Den Haag; † 1. Juni 1709 in Paris), Herzog von La Trémoïlle, Herzog von Thouars, Fürst von Tarent und Talmont, Graf von Laval, Montfort, Guînes, Benon und Jonvelle, Vicomte de Raix, Rennes, Brosse etc., Pair von Frankreich, und Ritter im Orden vom Heiligen Geist. Ab 1675 war er Premier Gentilhomme de la Chambre du Roi.

## Familie
Charles de La Trémoille war der Sohn von Henri Charles de La Trémoïlle († 1672), Fürst von Tarent und Talmont, Herzog von Thouars, Graf von Laval, Pair von Frankreich, und Amalie von Hessen-Kassel, der Tochter des Landgrafen Wilhelm V. von Hessen-Kassel und Amalie-Elisabeth von Hanau-Münzenberg. Er war der Enkel von Henri de La Trémoïlle, Herzog von Thouars und La Trémoïlle, Baron den Quintin, Pair von Frankreich, dessen Nachfolger er 1674 wurde, und Marie de La Tour-d’Auvergne. Seine Schwester Charlotte-Amélie war als Vertraute von Charlotte Amalie von Hessen-Kassel, der Königin von Dänemark, eine bedeutende Angehörige des dänischen Hofes. Er selbst war durch seine Mutter der leibliche Vetter von Liselotte von der Pfalz, der Herzogin von Orléans und Schwägerin Ludwigs XIV.
Er heiratete am 3. April 1675 Madeleine de Créquy (* 1662; † 12. August 1707), Erbtochter von Charles III. de Créquy, letzter Herzog von Créquy, und Anne-Armande de Saint-Gelais de Lansac. Sie hatten zwei Kinder:
- Marie Armande Victoire (* 1677; † 5. März 1717); ⚭ 1. Februar 1696 Emmanuel Théodose de La Tour d’Auvergne (* 1668; † 16. Mai 1730[3]), Herzog von Bouillon, Albret und Château-Thierry, Graf von Évreux, Vicomte de Turenne, Pair von Frankreich, Sohn von Godefroy Maurice de La Tour d’Auvergne und Maria Anna Mancini.
- Charles Louis Bretagne (* 15. März 1683[4] in Paris; † 9. Oktober 1719 ebenda), Herzog von La Trémoille (1709), Herzog von Thouars, Fürst von Tarent, Graf von Laval, de Montfort etc., Pair von Frankreich; ⚭ 13. April 1706[5] Marie Madeleine Motier, Marquise de La Fayette (* 1691/92; † 6. Juli 1717, 25 Jahre alt), Tochter von René Armand Motier, Marquis de La Fayette, und Jeanne Marie Madeleine de Marillac

Am 31. Dezember 1688 wurde er in den Orden vom Heiligen Geist aufgenommen.
Charles Belgique Hollande La Trémoïlle starb am 1. Juni 1709 in Paris im Hôtel de Créquy.

## Konfession
Charles de La Trémoille wurde zuerst calvinistisch erzogen, sollte aber auf Wunsch seines Vaters, der 1668 zum Katholizismus konvertiert war, ebenfalls konvertieren. Dazu wurde er nach Laval gebracht und dem Sieur de Villebourg, Kanoniker von Saint-Tugal, anvertraut. Die Konversion erfolgte am 12. Oktober 1670. Als Katholik ließ er ab 1684 in Saint-Charles-la-Forêt eine Kirche bauen, die Karl Borromäus geweiht wurde.